# 神津村
神津村（かみつむら）は、1889年（明治22年）から1947年（昭和22年）まで日本の兵庫県川辺郡に属していた村。現在の伊丹市東部に当たる。
村名は「日本は神国にして地は摂津」に由来する。瑞祥地名のため伊丹市に「神津」を冠する町丁や大字は現存しないが伊丹市東部の地域名としては現在も使用されており、伊丹市神津交流センターや伊丹市立神津小学校等に名を留めている。

## 沿革
- 1889年4月1日 - 町村制施行に伴い、川辺郡に属する東桑津・西桑津・中村・下河原・小坂田・岩屋・口酒井・森本の8村が合併して神津村が成立。
- 1947年3月1日 - 伊丹市へ編入される。

## 大字
特記以外は町村制施行前の旧村名を継承。大半が伊丹市の町名や大字に引き継がれている。
- 東桑津（ひがしくわづ）
- 西桑津（にしくわづ）
現在は両大字の大部分が住居表示実施により桑津1 - 4丁目となっている。
- 中村（なかむら）
「村」を外さずそのまま大字とした。
- 下河原（しもがわら）
- 小阪田（おさかでん）
「坂」を「阪」に表記変更。
- 岩屋（いわや）
- 口酒井（くちさかい）
- 森本（もりもと）

## 交通
戦前に大阪国際空港の前身である大阪第二飛行場が建設され、戦時中には村域の半分以上を占めるようになった。これにより東桑津・小阪田の両地区が無人化。

### 鉄道
村内には通っていなかった。最寄りは猪名川対岸の国鉄福知山線伊丹駅および北伊丹駅。